# Reinhard Schulat-Rademacher
Reinhard Schulat-Rademacher (auch: Reinhard Schulat; * 1940; † 2010) war ein deutscher Synchronsprecher, Hörspielsprecher und Schauspieler.

## Leben
Als Synchronsprecher sprach Schulat-Rademacher unter anderem Lance Henriksen, Brion James und R. Lee Ermey. Außerdem war er unter anderem in den Fernsehserien Dragon Ball, Cosmo & Wanda – Wenn Elfen helfen und Peppa Wutz zu hören. Als Hörspielsprecher sprach er beispielsweise den Erzähler in Perry Rhodan. Als Schauspieler war Schulat-Rademacher unter anderem 1988 in der Fernsehserie Geschichten aus der Heimat in der Episode Glück im Ünglück und 1993 in dem Fernsehfilm Pension Schöller zu sehen.

## Synchronarbeiten

### Filme
- M. Bison in Street Fighter II - The Animated Movie
- Lance Henriksen in Der letzte Samurai und Heißer Asphalt
- Brion James in Mom und Steel Frontier
- R. Lee Ermey in Paranormal – Im Bann der Aliens
- Gregor Fisher in Lassie kehrt zurück
- Francisco Rabal in Airbag – Jetzt knallt’s richtig!
- Seiji Sasaki in Fullmetal Alchemist – Der Film: Der Eroberer von Shamballa

### Fernsehserien
- Daisuke Gōri in Dragon Ball als Rinderteufel
- Kiyoyuki Yanada in Bleach
- Kōsei Tomita in Voltron als König Zarkon
- Rod Goodall in Skunk Fu
- Kazuhiko Kishino in Battle Angel Alita
- Kevin Michael Richardson in Cosmo & Wanda – Wenn Elfen helfen als Dark Laser (1. Stimme)
- Richard Ridings in Peppa Wutz als Papa Wutz
- Seiji Sasaki in Fullmetal Alchemist

## Hörspiele (Auswahl)
- 1996: Kurt Wagenführ: Kabeljan und Knatterkerl (als Bomm) – Bearbeitung und Regie: Klaus-Dieter Pittrich (WDR)
- 1996: Barry Hines: Rot wie Snowies Augen (als Terry) – Regie: Joachim Sonderhoff (WDR)
- 1997: Daniel Pennac: Die Fee mit dem Schießgewehr (2 Teile) (als Stojil) – Bearbeitung und Regie: Leonhard Koppelmann (WDR)
- 1998: Stephanie Menge, Teseo Tavernese: Straßenbahnen spinnen nie (als Harry) – Regie: Burkhard Ax (WDR)
- 2000: Yves-Fabrice Lebeau: Hungerstreik (als Der Polizist) – Regie: Annette Kurth (WDR)
- 2004: Ulrike Klausmann: Blubberblue oder Die Wiederentdeckung des Feuers (als Bole) – Regie: Axel Pleuser (WDR)

- Perry Rhodan als Erzähler (6 Folgen)
- Felix als Erzähler (1 Folge)
- Sacred – Der Schattenkrieger: Die Auferstehung als Hover, Kapitän der Merkator
- König Artus und die Ritter der Tafelrunde als Erzbischof Dubricius